# Прдејци
Прдејци (мкд. Прдејци) су насеље у Северној Македонији, у југоисточном делу државе. Прдејци су насеље у оквиру општине Ђевђелија.

## Географија
Прдејци су смештени у југоисточном делу Северне Македоније. Од најближег града, Ђевђелије, село је удаљено 5 km северно.
Село Прдејци се налази у историјској области Бојмија. Село је на десној обали Вардара, у равници. Надморска висина насеља је око 65 м.
Месна клима је измењена континентална са значајним утицајем Егејског мора (жарка лета).

## Становништво
Прдејци су према последњем попису из 2002. године имали 514 становника.
Већинско становништво у насељу су етнички Македонци (100%).
Претежна вероисповест месног становништва је православље.